# Pańszczyca (polana)
Polana Pańszczyca lub Pańszczyca – położona na wysokości ok. 1360–1440 m polana w środkowej części doliny Pańszczycy w polskich Tatrach Wysokich.
Polana znajduje się w świerkowym lesie nad prawym brzegiem Pańszczyckiego Potoku, pomiędzy podnóżami Łasicowej Czubki i Małej Koszystej. Dawniej była to główna polana hali Pańszczyca. Stały na niej szałasy i szopy pasterskie.
Przez polanę, wzdłuż Pańszczyckiego Potoku prowadzi nieznakowany szlak będący łącznikiem (skrótem) między zielonym szlakiem z Wierchporońca do schroniska „Murowaniec” a czerwonym z Toporowej Cyrhli do Morskiego Oka. O licznych skrótach przy szlakach z Toporowej Cyrhli i Brzezin do schroniska „Murowaniec” Władysław Cywiński pisze: zalecać ich turystom nie wypada, zrozumieć wybory trzeba.
W końcowym okresie swojego użytkowania polana miała powierzchnię około 5 ha. Od dawna nieużytkowana samoistnie zarasta lasem. Badania przeprowadzone w 2009 r. wykazały, że już 60% jej powierzchni zarosło lasem. Niewątpliwie więc już w bliskiej przyszłości polana zniknie, ze szkodą dla różnorodności biologicznej.